# 판례
판례(判例, 영어: precedent, case law)는 유사한 판결이 시간이 흐르며 지속적으로 형성되면서 일반적인 법리(법원리)가 규범화된 형태이다. 법원에서 유사한 소송에 대하여 행하여온 재판의 선례로서 성문화되지 아니한 법규범이다. 즉 법원이 판결(判決)을 내리면서 제시한 이유가 하나의 법으로서 국민 생활을 규율할 때 판례법이라고 일컫는다. 영미권에서는 판례가 보통법 체계의 주요 법원(法源)으로서 구속력을 가지지만, 대륙법계에서는 원칙상 법적 구속력이 없다. 그러나 대륙법계에서도 판례의 구속력이 사실상(De facto) 인정받고 있다. 다만 장기간 축적된 유사 판결이라도 번복되는 사례가 최근에 들어 빈번해졌다. 이는 사회발전속도가 점점 더 빨라지고 구성원의 활동 영역이 더 넓어졌기 때문이다. 

## 실정법과 불문법
법질서는 크게 형식에 맞게 문자를 이용해 편찬된 실정법과 그 이외의 불문법으로 나뉜다. 불문법에는 관습법과 판례법이 대표적이다. 예를 들면, 국제법은 국제조약과 국제관습법으로 구성된다. 헌법은 실정헌법과 관습헌법으로 구성된다. 민법도 실정민법과 관습민법으로 구성된다. 형법도 실정형법과 관습형법으로 구성된다.

## 미국, 영국의 판례법
미국법학전문대학원에서는 판례법이 교과과정의 중요한 부분을 차지하며 과거의 판례에서 법적원리를 도출해 내는 데 큰 중점을 두고 교육한다. 영국에서는 상급(上級)법원의 판결에 같은 종류의 사건을 재판하는 하급(下級)법원은 따라야 하며, 하급법원의 판결이라도 여러번 같은 것이 거듭되면 상급법원도 이에 따라야 한다는 관행이 있다. 이것은 의외(意外)의 새로운 판단에 의하여 일어나는 법률생활의 불안정을 피하기 위해서이다. 따라서 최고법원의 판례는 이것을 변경하는 데에는 국민을 대표하는 국회가 동의(同意)한 제정법에 의한다고 되어 있다.

## 각국의 판례 검색
- 대한민국 대법원
- 대한민국 헌법재판소
- Scottish Courts 보관됨 2011-08-08 - 웨이백 머신
- British and Irish Legal Information Institute
- AustLII Databases (오스트레일리아)
- 일본 최고재판소
- Supreme Court of Canada

## 같이 보기
- 판례 인용법